# Tupanatinga
Tupanatinga est une municipalité brésilienne située dans l'État du Pernambouc.